# Convergència (Veneçuela)

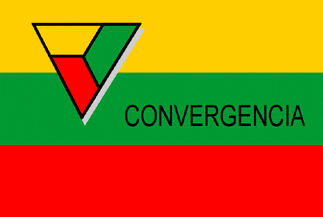
Bandera del partit veneçolà Convergència

Convergència (en espanyol Convergencia) fou un efímer partit polític de Veneçuela creat el 1993 per l'expresident Rafael Caldera i dissidenes del partit socialcristià COPEI.